# Друшаут, Мартин
Мартин Друшаут (англ. Martin Droeshout) (род. в апреле 1601 в Лондоне — ум. в 1650) — английский гравёр фламандской школы.
Мартин Друшаут происходил из фламандской семьи граверов, которые мигрировали в Англию. Его отец, Майкл Друшаут, был хорошо зарекомендовавшим себя гравером, а его старший брат Джон также был представителем этой профессии. Его дядя, которого также звали Мартин Друшаут (1560-е гг. — 1642 г.), был признанным художником.
Самой известной его работой, принесшей ему всемирную славу, является титульный портрет Уильяма Шекспира для Первого фолио 1623 г. Кроме портретов (например, Джона Фокса, Джона Ховсона и Джоржда Вильерса, 1-й герцога Бекингема) Друшаут также делал гравюры на аллегорические, мифические и сатирические темы. В период с 1632 (к этому году относится последняя известная гравюра, подписанная его именем в Англии) по 1635 (его первая гравюра в Испании) Мартин Друшаут переезжает в Мадрид, где он изменил свою фамилию на английский манер на Друсвуд (англ. Droeswood) (то есть дат. «hout» — «дерево» заменил на «wood»).